# Marcel Vacherot
Pour les articles homonymes, voir Vacherot.

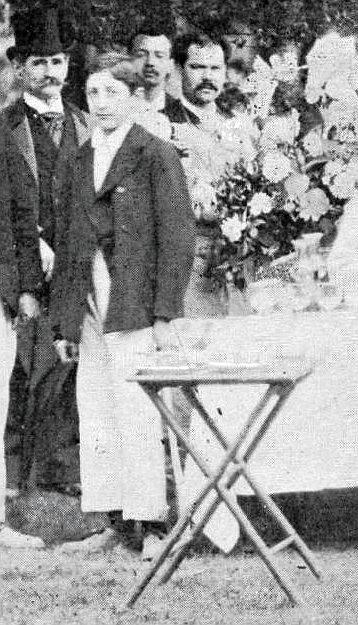
Marcel Vacherot, champion interscolaire en double, en mai 1896 (son père est à gauche).

Marcel Gustave Arsène Vacherot, né le 11 février 1881 à Neuilly-sur-Seine et mort le 24 mai 1975 à Pau est un joueur de tennis français actif au début du XXe siècle.

## Biographie
Marcel Vacherot est le fils d'Arsène Vacherot, maître des requêtes au Conseil d'État et petit-fils du philosophe et député Étienne Vacherot. Son grand frère André Vacherot a été quatre fois champion de France. Agent de change de profession, il se marie en 1910 avec Mlle Claire Sabourdin, fille d'un négociant.
Il remporte en 1896 le championnat interscolaire de l'USFSA en double associé à Pierre Gautier et en simple, pour le Lycée Michelet, finales jouées respectivement le 21 mai au Cercle de Puteaux et 28 mai au Racing Club de France. Il remporte à nouveau ce tournoi en juin 1900, après être sorti vainqueur de Decugis en finale.
Avec son frère comme partenaire de double, il a remporté en 1901 au cours d'une tournée en Suisse trois tournois à Maloja, Saint-Moritz et Lucerne. En 1902, il devient Champion de France face à Max Decugis.

## Palmarès

### Titres
Championnat de France :
- Vainqueur en simple : 1902 contre Max Décugis
- Vainqueur en double : 1898 avec Xenofón Kásdaglis, et 1901 avec son frère André Vacherot

### Finale
- Finaliste à Saint-Moritz contre son frère André (2-6, 4-6, 6-3, 6-4, 6-4)[6].

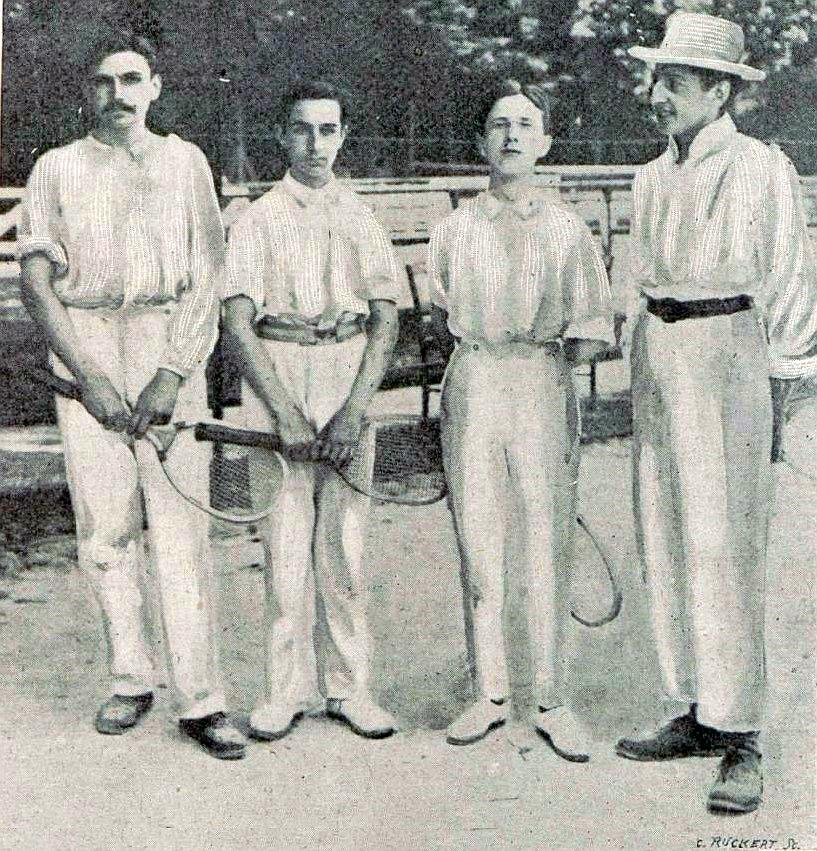
G. à D. Gillou, Decugis, Germot et Vacherot, vainqueur du championnat interscolaire de tennis en juin 1900.